# Kasa-obake

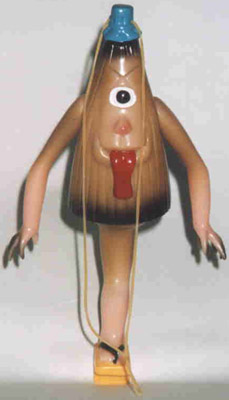
Figura del karakasakozou de la película Cien historias de monstruos.

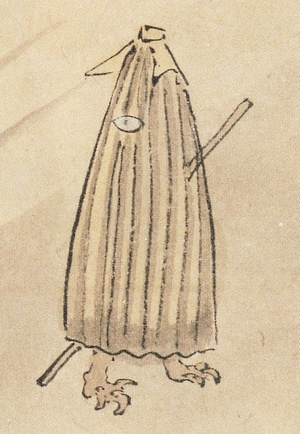
Imagen del libro de Kanō Enshin El desfile de los cien monstruos.

En la mitología japonesa, los kasa-obake (傘おばけ lit. fantasma paraguas?) son una variedad de yōkai, que según la leyenda son paraguas viejos que al cumplir 100 años se convierten en yōkai. Son por tanto un tipo de tsukumogami. También se les conoce como karakasa-obake (から傘おばけ?), karakasa-kozō (唐傘小僧?), kasa-bake (傘化け?) o simplemente karakasa (からかさ?).

## Descripción
Un paraguas transformado que generalmente salta con una pierna. Del paraguas crecen dos brazos y también un ojo. También puede tener una larga lengua. Además, en las obras de Kanō Enshin: "Rollo de dibujo de los yōkai" y "El desfile de los cien monstruos", también hay un ejemplo dibujado con dos piernas.
Antiguamente, en "El desfile de los cien monstruos" perteneciente a la era Muromachi (1333-1573), aparecía un yōkai con forma de paraguas, pero los yōkai paraguas dibujados en el rollo aparecían plegados y eran yōkai con cara de forma humana. Por tanto varían un poco en forma con respecto a karakasakozou. Más tarde, el karakasakozou con un solo ojo y una sola pierna apareció en la era Edo (1603-1868). A partir de la era Edo y en las Cartas de monstruos creadas durante la era Taisho (30/07/1912 - 25/12/1926), aparece mucho la figura del karakasakozou con una pierna. En la era Ansei (27/11/1854 - 18/3/1860) en el sogoroku (juego de mesa), "Historia de cien monstruos y cosas encantadas" está dibujado un karakasakozou con una sola pierna. De entre los muchos objetos inanimados que aparecen en el rollo de "El desfile de los cien monstruos" y que son bien conocidos desde la era Edo, hay que hacer especial mención al yōkai paraguas, ya que es el yōkai con forma de objeto casero más conocido.
Tras la guerra, karakasakozou aparece mucho en los dibujos de monstruos, en las "mansiones de monstruos" (caseta típica de parques de atracciones) y en películas.

## Cultura popular
- En los juegos de Kirby Dreamland 3 y en el juego de Kirby UHFR9D hay un enemigo llamado Jumpershoot que está basado en el karakasa.
- En el juego de vídeo de Super Mario Land 2 en un nivel de la Zona Calabaza aparece el karakasa.
- En The Legend of Zelda Majoras Mask el sombrero del Skull kid es la cabeza del karakasa.
- En la película 100 Monsters sale el karakasa.
- En el duodécimo juego de Touhou Project aparece una karakasa llamada Kogasa Tatara.
- En la película La Gran Guerra Yokai (The Great Yokai War) de 2005, aparece el karakasa.
- En el videojuego Monster Hunter Rise, el Aknosom adopta una postura defensiva que, visto de frente, lo hace parecer un karakasa.
- En la saga de videojuegos Nioh los karakasa son enemigos recurrentes. Representados con una sola pierna, un ojo y emitiendo risas con voz infantil.
- En el manga Dandadan el personaje Unji Zuma es poseído por un karakasa